# Leucopogon ruscifolius
Leucopogon ruscifolius är en ljungväxtart som beskrevs av Robert Brown. Leucopogon ruscifolius ingår i släktet Leucopogon och familjen ljungväxter. Inga underarter finns listade i Catalogue of Life.